# Багрянник европейский

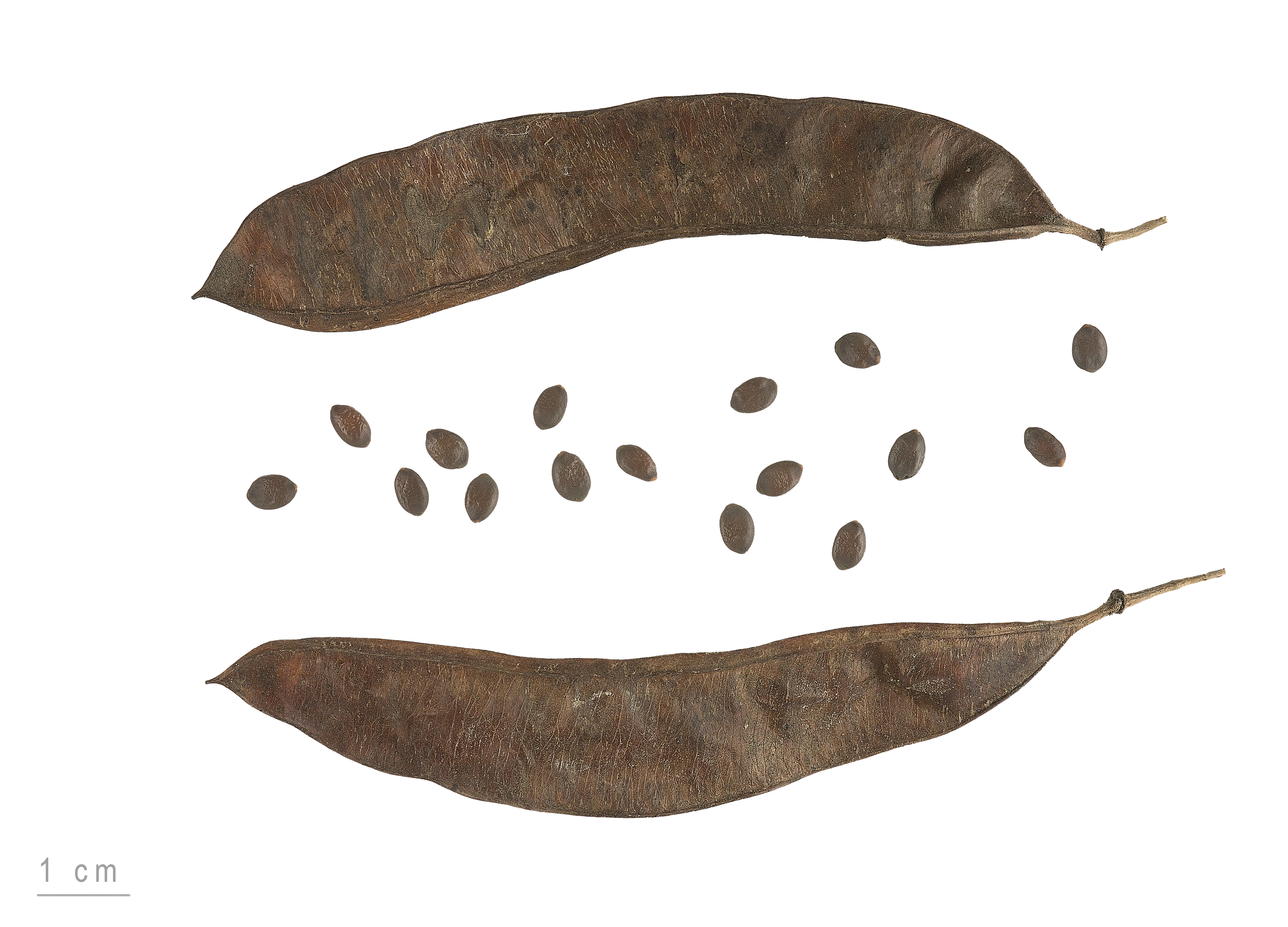
Cercis siliquastrum - Тулузский музеум

Багрянник европейский, или Церцис европейский, или Иудино дерево (лат. Cercis siliquastrum) — деревья или кустарники, вид рода Багрянник (Cercis) семейства Бобовые (Fabaceae).

## Распространение и экология
Естественный ареал вида охватывает Средиземноморье, Ближний (без Африканской части) и Средний Восток,  растёт на Черноморском побережье Крыма (в районе Ялты, Алушты, Евпатории) и Северного Кавказа (от Геленджика до Адлерского района Сочи), а также  в Закавказье.
Растёт на каменистых склонах, обычно на известьсодержащем субстрате.
Засухоустойчив, светолюбив.
Растёт медленно, в 4—5 лет достигает высоты в 1—1,5 м. В 100 лет достигает высоты 12,5 м при диаметре ствола 50—60 см и кроной диаметром до 10 м.

## Биологическое описание
Кустарник или дерево высотой 7—15 м, с шаровидной или шатровидной кроной, часто с искривлённым стволом, покрытым почти чёрной, глубокотрещиноватой корой.
Листья округлые, тупые, с глубоко сердцевидным основанием, диаметром 7—13 см, на черешках длиной до 4 см, матово-зелёные сверху, сизые снизу, с вееровидно-расположенными жилками.
Цветки в пучках по 3—6, в пазухах листьев на старых ветвях и даже на стволе. Чашечка розовая; венчик длиной около 2 см, ярко-розовый; лепестки лилово-розовые, парус короче крыльев и лодочки, сильно суженный к основанию. Рыльце головчатое.
Бобы длиной 7—10 см, шириной 1,5 см, плоские, с очень узким крылом по спинному шву, с 10—14 семенами. Семена округло-яйцевидные, гладкие, матовые, тёмно-коричневые, длиной 5 мм, шириной 4 мм, толщиной 2—2,5 мм. Вес 1 тыс. семян 24—27 г.
Цветёт очень обильно в конце апреля — начале мая, до распускания листьев. Плодоносит в сентябре.
|                                                             |  |  |  |
| Слева направо: Листья. Цветки. Зелёные плоды. Зрелые плоды. |  |  |  |

## Значение и применение
Декоративное растение. Культивируется с XVI века. В России в культуре с 1813 года; широко распространен на Черноморском побережье Крыма и Кавказа, где плодоносит, даёт самосев и дичает, а также в Закавказье, в том числе на Апшеронском полуострове; в Ростовской области и степных районах Краснодарского края цветёт и плодоносит, но в той или иной мере подмерзает.
Древесина может использоваться при столярных работах. Почки идут для приготовления острых приправ.
Цветки без запаха, но дают хороший взяток пчёлам, особенно эффектен во время цветения, когда вся крона его бывает покрыта фиолетово-розовыми цветками.

## Название

### Иудино дерево
Согласно мифу Иуда Искариот повесился на дереве этого вида, отчего его белые цветы стали красными. Вследствие поверья, дерево получило одно из своих название «Иудино дерево», которое, возможно, является искаженным производным от французского распространенного названия, Arbre de Judée, что означает дерево Иудеи, где это дерево раньше было распространено. Другой причиной народного может служить, что семенные коробочки, свисающие со ствола, могут напоминать метод самоубийства Иуды. История об Иуде и краснеющем красном бутоне, по-видимому, является результатом лингвистической эволюции и культурного фольклора.

### Церцис
У дерева есть альтернативные названия, такие как «дерево любви» или «красный бутон». Его латинское название Cercis происходит от греческого слова, обозначающего ткацкий челнок, описывающего внешний вид его семенных коробочек.

## В культуре
«Доктор Кайлер убедительно иллюстрирует это ссылкой на дерево Иуды. Цветы появляются раньше листьев, и они ярко-малинового цвета. Пылающая красота цветов привлекает бесчисленное множество насекомых; и блуждающая пчела тянется за ними, чтобы собрать мед. Но каждая пчела, которая садится на цветок, впитывает смертельный опиат и падает замертво с малиновых цветов на землю», — так ошибочно было охарактеризовано дерево в проповеди о смертельных последствиях, если поддаться искушению.
В Стамбуле, особенно у Босфора, Иудины деревья весной приобретают характерный фиолетовый цвет и стали важным образом Византии и христианства. Фиолетовый цветок напоминает цвет, используемый в одежде византийских правителей, который был признаком богатства и власти, из-за ценности данного красителя.
Иудины деревья были символом Бурсы, где с XIV века проводится «Празднества Эргувана (красных бутонов)», где при жизни Эмир Султан каждый год встречался со своими последователями во время сезона цветения дерева Иуды. Традиция продолжалась до XIX и положительно сказалась на экономике и развитии города. В настоящее время предпринимаются усилия по возрождению этих празднеств.

## Классификация

### Представители
В рамках вида выделяют ряд подвидов:
- Cercis siliquastrum subsp. siliquastrum
- Cercis siliquastrum subsp. hebecarpa (Bornm.)Yalt.

### Таксономия
Вид Церцис европейский входит в род Церцис (Cercis) трибы Багряниковые (Cercideae) подсемейства Цезальпиниевые (Caesalpinioideae) семейства Бобовые (Fabaceae) порядка Бобовоцветные (Fabales).
|  |                                      |  |                                                             |                                                             |                   |  | ещё 3 семейства (согласно Системе APG II) | ещё 3 семейства (согласно Системе APG II)    |                                              |  |  |  | ещё 3 трибы (согласно Системе APG II) | ещё 3 трибы (согласно Системе APG II) |  |  |  |  | ещё от 5 до 9 видов | ещё от 5 до 9 видов |
|  |                                      |  |                                                             |                                                             |                   |  | ещё 3 семейства (согласно Системе APG II) | ещё 3 семейства (согласно Системе APG II)    |                                              |  |  |  | ещё 3 трибы (согласно Системе APG II) | ещё 3 трибы (согласно Системе APG II) |  |  |  |  | ещё от 5 до 9 видов | ещё от 5 до 9 видов |
|  |                                      |  |                                                             | порядок Бобовоцветные                                       |                   |  |                                           |                                              | подсемейство Цезальпиниевые                  |  |  |  |                                       | род Церцис                            |  |  |  |  |                     |                     |
|  |                                      |  |                                                             | порядок Бобовоцветные                                       |                   |  |                                           |                                              | подсемейство Цезальпиниевые                  |  |  |  |                                       | род Церцис                            |  |  |  |  |                     |                     |
|  | отдел Цветковые, или Покрытосеменные |  |                                                             |                                                             | семейство Бобовые |  |                                           |                                              | триба Багряниковые                           |  |  |  | вид Церцис европейский                |                                       |  |  |  |  |                     |                     |
|  | отдел Цветковые, или Покрытосеменные |  |                                                             |                                                             |                   |  |                                           |                                              |                                              |  |  |  |                                       |                                       |  |  |  |  |                     |                     |
|  |                                      |  | ещё 44 порядка цветковых растений (согласно Системе APG II) | ещё 44 порядка цветковых растений (согласно Системе APG II) |                   |  |                                           | ещё 2 подсемейства (согласно Системе APG II) | ещё 2 подсемейства (согласно Системе APG II) |  |  |  | ещё 5 родов                           | ещё 5 родов                           |  |  |  |  |                     |                     |
|  |                                      |  |                                                             | ещё 44 порядка цветковых растений (согласно Системе APG II) |                   |  |                                           |                                              | ещё 2 подсемейства (согласно Системе APG II) |  |  |  |                                       | ещё 5 родов                           |  |  |  |  |                     |                     |